# Нанси Крес
Нанси Ан Крес (на английски: Nancy Anne Kress), с рождено име Нанси Ан Конингзор, е американска писателка, авторка на научна фантастика.

## Биография и творчество
Родена е на 20 януари 1948 г. в Бъфало, щата Ню Йорк.
Израснала е в Ийст Аурора, Ню Йорк, и е завършила колеж към Стейт Юнивърсити ъв Ню Йорк, Платсбърг. През 1973 г. се премества в Рочестър и се омъжва за Майкъл Джоузеф Крес. Имат двама синове. Развеждат се през 1984 г. Тя се премества да работи в рекламна агенция на име „Стантън и Хъско“. През 1998 г. се омъжва за Чарлз Шефийлд, който умира от тумор на мозъка през 2002 г. След това Крес се премества обратно в Рочестър, Ню Йорк, за да живее близо до порасналите си деца.
Започва да пише през 1976 г., но получава популярност след публикуването на романа „Просяци в Испания“, спечелил Хюго и Небюла, през 1990 г.
Творбите ѝ са най-често технически реалистични, развиват се в близкото бъдеще и имат убедителна връзка с настоящето. Често засягат темите за генното инженерство и изкуствения интелект.
Често бива класифицирана както като автор на твърда, така и като автор на мека научна фантастика. От една страна, тя демонстрира вътрешния живот на образите си по начин, който трудно може да бъде открит примерно у Лари Нивън или Грег Еган, и областите на науката и технологиите, които описва, са по-меки от любимите на твърдата фантастика физика и космически полети. От друга страна, научните и технически детайли в произведенията ѝ са по-добре застъпени и разработени, отколкото примерно при Урсула Ле Гуин, и някои от творбите ѝ демонстрират силен съспенс и остър сюжет – белези предимно на „твърдата“ фантастика.
Нанси Крес обожава балета и това понякога си личи в произведенията ѝ.

### Фантастика
- Prince of the Morning Bells (1981)
- The Golden Grove (1984)
- The White Pipes (1985)
- Trinity and Other Stories (1985)
- An Alien Light (1988)
- Brainrose (1990)
- Beggars in Spain (1990)
Безсмъртни в Испания, изд. „Камея“ (1999), прев. Юлиан Стойнов
- The Aliens of Earth (1993)
- Beggars and Choosers (1994)
- Oaths and Miracles (1996)
- Beggars Ride (1996)
- Maximum Light (1998)
- Stinger (1998)
- Beaker's Dozen (1998)
- Yanked (1999)
- Probability Moon (2000)
- Probability Sun (2001)
- Probability Space (2002)
- Crossfire (2003)
- Nothing Human (2003)
- Crucible (2004)

### Новели
- Evolution (1995)
Еволюция,

### Публицистика
- Beginnings, Middles & Ends (1993)
- Dynamic Characters: How to Create Personalities That Keep Readers Captivated (1998)
- Characters, Emotion & Viewpoint (2005)